# Виборчий округ 177
Виборчий округ 177 — виборчий округ в Харківській області. В сучасному вигляді був утворений 28 квітня 2012 постановою ЦВК №82 (до цього моменту існувала інша система виборчих округів). Окружна виборча комісія цього округу розташовується в будівлі виконавчого комітету Куп'янської міської ради за адресою м. Куп'янськ, просп. Конституції, 3.
До складу округу входять міста Ізюм і Куп'янськ, а також Борівський, Ізюмський, Куп'янський і Шевченківський райони. Виборчий округ 177 межує з округом 176 на північному заході і на півночі, з округом 113 на сході, з округом 46 і округом 47 на півдні та з округом 178 на південному заході і на заході. Виборчий округ №177 складається з виборчих дільниць під номерами 630166-630187, 630473-630497, 630602-630613, 630615-630638, 630915-630968, 630970-630980 та 630982-630998.

## Народні депутати від округу
| Ім'я                        | Фото | Партія          | Скликання | Дата набуття повноважень | Дата припинення повноважень |
| --------------------------- | ---- | --------------- | --------- | ------------------------ | --------------------------- |
| Остапчук Віктор Миколайович |      | Партія регіонів | 7-ме      | 12 грудня 2012           | 27 листопада 2014           |
| Остапчук Віктор Миколайович |      | самовисуванець  | 8-ме      | 27 листопада 2014        | 29 серпня 2019              |
| Любота Дмитро Валерійович   |      | Слуга народу    | 9-те      | 29 серпня 2019           |                             |

## Результати виборів

### Парламентські

#### 2019
Кандидати-мажоритарники:
- Любота Дмитро Валерійович (Слуга народу)
- Остапчук Віктор Миколайович (Опозиційний блок)
- Радьков Сергій Миколайович (Опозиційна платформа — За життя)
- Маслій Микола Миколайович (Європейська Солідарність)
- Кукуріка Микола Миколайович (Партія пенсіонерів України)
- Канашевич Андрій Вікторович (Самопоміч)

#### 2014
Кандидати-мажоритарники:
- Остапчук Віктор Миколайович (самовисування)
- Ровчак Андрій Яковлевич (самовисування)
- Меркулова Олена Анатоліївна (Комуністична партія України)
- Співак Маргарита Костянтинівна (Радикальна партія)
- Ступаренко Юрій Георгійович (Сильна Україна)
- Крохмаль Вадим Юрійович (самовисування)
- Місько Тетяна Олександрівна (самовисування)
- Поколодний Валерій Вікторович (самовисування)
- Томчук Валентина Іванівна (самовисування)

#### 2012
Кандидати-мажоритарники:
- Остапчук Віктор Миколайович (Партія регіонів)
- Ровчак Андрій Яковлевич (Батьківщина)
- Фомичевський Анатолій Станіславович (Комуністична партія України)
- Рочняк Сергій Дмитрович (самовисування)
- Пивовар Григорій Вікторович (самовисування)
- Васильєв Микола Валерійович (Соціалістична партія України)
- Беденко Сергій Олексійович (Союз)

## Явка
Явка виборців на окрузі: